# Anke Möhring
Pour les articles homonymes, voir Möhring.
Anke Möhring, née le 28 août 1969 à Magdebourg, est une ancienne nageuse est-allemande.

## Carrière
Elle est médaillée de bronze du 400 mètres nage libre et termine quatrième de la finale du 800 mètres nage libre lors des Jeux olympiques d'été de 1988 de Séoul.
En 1989, elle reçoit le prix de Nageuse européenne de l'année mais ce prix lui est retiré en 2003, ainsi qu'à tous les nageurs est-allemands ayant reçu la distinction, à cause du dopage d'État de la République démocratique allemande,.
Lors des Championnats d'Europe de natation 1989 à Bonn, elle établit un nouveau record d'Allemagne du 400 m nage libre en 4 min 5 s 84, un record qui tiendra près de 28 ans. Lors de ces championnats, elle bat également le record d'Allemagne et du monde du 800 m nage libre en 8 min 19 s 53.

## Palmarès

### Championnats d'Europe
- Championnats d'Europe 1985 à Sofia (Bulgarie) :
  -  Médaille d'argent du 400 m nage libre ;
  -  Médaille de bronze du 800 m nage libre.
- Championnats d'Europe 1987 à Schiltigheim (France) :
  -  Médaille d'or du 800 m nage libre ;
  -  Médaille d'or du relais 4 × 200 m nage libre.
- Championnats d'Europe 1989 à Bonn (Allemagne de l'Ouest) :
  -  Médaille d'or du 400 m nage libre  ;
  -  Médaille d'or du 800 m nage libre  ;
  -  Médaille d'or du relais 4 × 200 m nage libre.